# Stitch!
Stitch (スティッチ!, Sutitchi!) é uma série anime lançada em 2008 no Japão. Sendo um spin-off, de Lilo & Stitch: The Series, a série passa-se no futuro. No lugar de Lilo, tem uma garota chamada Yuna, e o enredo se passa 10 anos depois da série original, ao longo da costa da ilha japonesa de Okinawa.
No Brasil, a Disney Channel fez sua pré-estreia no dia 2 de Maio de 2010 e adiou a estreia do dia 10 de Maio para o dia 17 de Maio em exibição às 10h da manhã. Em Portugal, estreou em Janeiro de 2010 e era exibido pelo Disney Channel, pela SIC no programa Disney Kids e pelo Disney Junior.
No Brasil apenas a primeira temporada foi dublada e transmitida, sendo adaptada da versão americana que contém temas de aberturas e encerramentos diferentes, vários cortes e alguns episódios reduzidos para 10 minutos. As duas últimas temporadas permanecem inéditas sendo consideradas raras.

## Sinopse
A história se passa vários anos após os eventos do filme Leroy & Stitch. Stitch deixa o Havaí e viaja pelo espaço ao mesmo tempo que é vigiado por Jumba, porém em uma de suas fugas ele acaba sendo puxado por um buraco negro indo parar novamente na Terra onde faz uma paragem de emergência na ilha Izayoi, no Japão, onde se torna amigo de uma menina chamada Yuna. Lá Stitch descobre a existência de uma Pedra Espiritual capaz de realizar desejos para aqueles que cumprem a tarefa de realizar 43 boas ações e com isso ele recebe um contador de Jumba para poder realizar tal missão. No entanto Hämsterviel retorna ao lado de Gantu e Reuben na meta de querer roubar o Contador de Boas Ações de Stitch para dominar o universo.

## Produção
Em março de 2008, a Walt Disney Television International Japan começou a ter seus próprios shows de animação para ter seus dois primeiros estreando na Tokyo International Anime Fair 2008, produzindo Stitch! com o estúdio de animação japonesa Madhouse. A primeira e segunda temporada de Stitch! foram animadas pela Madhouse, e a terceira temporada foi animada por Shin-Ei Animation.

## Personagens

### Principais
- Stitch - Experiência 626, um alienígena vindo do espaço que nesta série acaba caindo na Terra na ilha Izayoi na costa de Okinawa onde acaba por se tornar amiga da menina okinawana Yuna. Ele descobre uma "Pedra Espiritual", em Okinawa que com a ajuda de Yuna descobre que é capaz de realizar seu desejo em se tornar o maior soberano no universo, para isso precisando fazer 43 boas ações. Ele recebe um "Contador de Boas Ações" (um dispositivo similar a um relógio de pulso) do Jumba para ajudar a medir o número de boas ações para realizar seu desejo.

- Yuna Uehara - Uma garota okinawana de 10 anos, agitada e forte que mora na fictícia ilha Izayoi no arquipélago de Ryukyu. Tem habilidades estudando e lutando caratê, além de também dar aulas para moradores da ilha em seu dojo. Tinha poucos amigos até conhecer Stitch, estando disposta a ajudá-lo na sua meta de completar a missão das 43 boas ações. Mora sozinha com sua avó, com seu pai estando trabalhando distante como biólogo marinho, algo que ela não gosta.

- Jumba Jookiba - O cientista "gênio do mal" que criou Stitch e as outras 625 experiências antes dele. Ele foi confiado pelo Conselho Galático a vigiar Stitch, e atualmente mora com Yuna e sua avó. Nesta série ele é mais pacífico mostrando menos seu lado de cientista louco comparado as outras versões.

- Pleakley - Um alienígena de um olho só que trabalha para o Conselho Galático e é especialista sobre a Terra. Ele é o melhor amigo de Jumba e mora com ele junto de Stitch, Yuna e sua avó.

- Avó de Yuna (Obaa Uehara) - É a responsável por cuidar de Yuna desde que seu pai se afastou para trabalhar longe. Ela é uma das poucas pessoas que ainda acreditam na existência dos yōkais. Seu nome nunca foi revelado no anime.

- Kijimunaa - Um pequeno Yōkai que é amigo de Yuna e Stitch. Tem a aparência de um pequeno garoto indígena com um cabelo enorme e vermelho. É meio fraco e amedrontado, porém adquire coragem com ajuda de Yuna e Stitch.

### Vilões
- Dr. Jacques von Hämsterviel - Um vilão que foi parceiro de Jumba no passado. Tal como no resto da franquia sua principal meta continua sendo derrotar Stitch.

- Gantu - O ex-capitão da Armada Galática, que volta a trabalhar para Hämsterviel. Ele foi despachado do seu serviço novamente e atualmente retornou a trabalhar para Hämsterviel por falta de opções. Nesta série tem uma personalidade mais sensível, passando a ter um gosto obsessivo por uma novela chamada "Os Jovens e Tolos".

- Reuben - A experiência 625. Continua trabalhando ao lado de Gantu, e possui os mesmos poderes de Stitch, porém é preguiçoso e recusa a usar fazendo apenas sanduíches.

### Secundários
- Tarō - O melhor amigo de Yuna, depois de Stitch. Estuda na mesma classe que ela e faz do tipo de um nerd tímido e um pouco medroso, normalmente precisando de Yuna para resolver seus problemas. Ele também é um dos alunos de caratê da Yuna.

- Penny (Piko) - Uma menina esnobe e arrogante que é rival de Yuna e também colega de classe. Sempre anda liderando um grupo composto por seu irmão Kenny e seus amigos. Serve como uma equivalente a Mertle Edmonds da série clássica.

- Kenny (Kōji) - O irmão mais velho de Penny que sempre atura as ordens dela. Faz do tipo de um valentão que gosta de perturbar Yuna e Tarō junto de seus amigos.

- Ted (Taka) e Marvin (Masa) - Os amigos de Kenny que também sempre aturam as ordens de Penny.

- J.J. (Jun), Tonbo e Suzuki - Os alunos de Yuna que estudam caratê no dojo dela. J.J. é um garoto pequeno e baixinho, Tombo é alto e magro e trabalha numa loja de vidros, enquanto Suzuki é gordo e é o policial local da ilha.

- Sr. Honda - O carteiro local da ilha Izayoi. É um pouco cansado na hora de fazer seu trabalho.

- Sra. Kawasaki - A professora de Yuna, Penny e Tarō. É uma mulher gentil, calma e educada.

- Angel - A experiência 624. Ela é o interesse amoroso de Stitch, agora sendo uma celebridade da música com sucesso mundial. Nesta série mostra um amor obsessivo por Stitch a ponto de demonstrar ciúmes contra Yuna e sua música agora parece causa um certo efeito em Stitch. Ela também aparece com muito mais frequência nesta série.

- Sparky - A experiência 221. Um dos primos de Stitch que tem a habilidade de soltar descargas elétricas de seu corpo. Estava sobre posse de Hämsterviel até ser libertado por Stitch.

- Felix - A experiência 010. Tem a habilidade de limpar as coisas perfeitamente sendo completamente obcecado por limpeza. Na sua primeira aparição aparentemente retornou a seu lado defeituoso passando a eliminar antiguidades, porém foi reprogramado mais uma vez por Jumba.